# Vasile Alecsandri

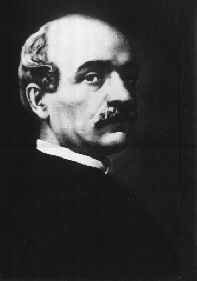
Vasile Alecsandri.

Vasile Alecsandri (Bacău, 21 de julio de 1821 - Mircești, 22 de agosto de 1890) fue un poeta, dramaturgo, político y diplomático rumano. Recogió canciones del folclore rumano y fue uno de los principales animadores del movimiento del siglo XIX para la identidad cultural rumana y la unión de Moldavia con Valaquia.

## Juventud

### Orígenes e infancia
Nació en la ciudad moldava Bacău, en una familia de pequeños propietarios de tierra. Sus padres, Vasile y Elena Cozoni, quien era hija de un comerciante rumano de origen griego, tuvieron siete hijos, de los cuales sobrevivieron tres : Catinca, Iancu - futuro coronel en el ejército - y Vasile. 
La familia prosperó en los negocios lucrativos de comercio con la sal y los cereales. En 1828 compraron una hacienda grande en Mirceşti, un pueblo cerca del río Siret. El joven Vasile pasaba su tiempo ahí estudiando con un monje de Maramureş, Gherman Vida, y jugando con Vasile Porojan, un niño gitano que llegó a ser un amigo cercano. Los dos aparecerán como personajes en su obra. 

### Adolescencia y juventud
Entre 1828 y 1834, estudió en el "pensionnat" Victor Cuenim, un internado de élite para chicos en Iaşi. Llegó a París en 1834, estudiando química, medicina y derecho, hasta abandonarlo todo para lo que él llamó la "pasión de mi vida", la literatura. Escribió sus primeros ensayos literarios en 1838, en francés, idioma que había aprendido perfectamente durante su estancia en París. Después de regresar por un corto período a Moldavia, viajó en el Oeste de Europa de nuevo, visitando Italia, España y el sur de Francia. 
En 1840 fue nombrado director del Teatro Nacional de Iaşi. Escribió su primera obra de teatro, "Farmazonul din Hârlău", y, en 1844, la segunda, "Iorgu de la Sadagura", una comedia. Las dos obras gozaron de un éxito limitado. Contribuyó también a "Dacia literară", la primera revista literaria en idioma rumano, revista fundada por Mihail Kogălniceanu, así como a "Albina Românească" ("La Abeja Rumana"), el primer periódico en idioma rumano de Moldavia. Editó también "Propăşirea" (renombrado "Foaie Ştiinţifică şi Literară", 1843), junto con Kogălniceanu, Ion Ghica, y Petre Balş.

### Interés romántico
Un año después, Vasile participó a una fiesta que celebraba el onomástico de Costache Negri, un amigo de familia. Se enamoró ahí de la hermana de Negri, Elena. Ella, con 21 años y recién divorciada, respondió con entusiasmo a las declaraciones de amor del joven de 24 años. Alecsandri escribió poemas de amor hasta que una enfermedad súbita obligó a Elena a irse a Venecia. Él la encontró ahí, y pasaron juntos dos meses ardorosos. 
Viajaron a Austria, Alemania, y a los territorios conocidos por Vasile de Francia. La enfermedad pectoral de Elena se agravó en París, y, después de una breve instancia en Italia, los dos embarcaron en una nave francesa para regresar a casa, en el 25 de abril de 1847. Elena murió durante el viaje, en los brazos de Vasile. Alecsandri canalizó su dolor en un poema, "Steluţa" ("La pequeña estrella"). Más tarde habrá de dedicarle su colección de poemas "Lăcrimioare" ("Lagrimitas") 

## Vida media

### Actividad política

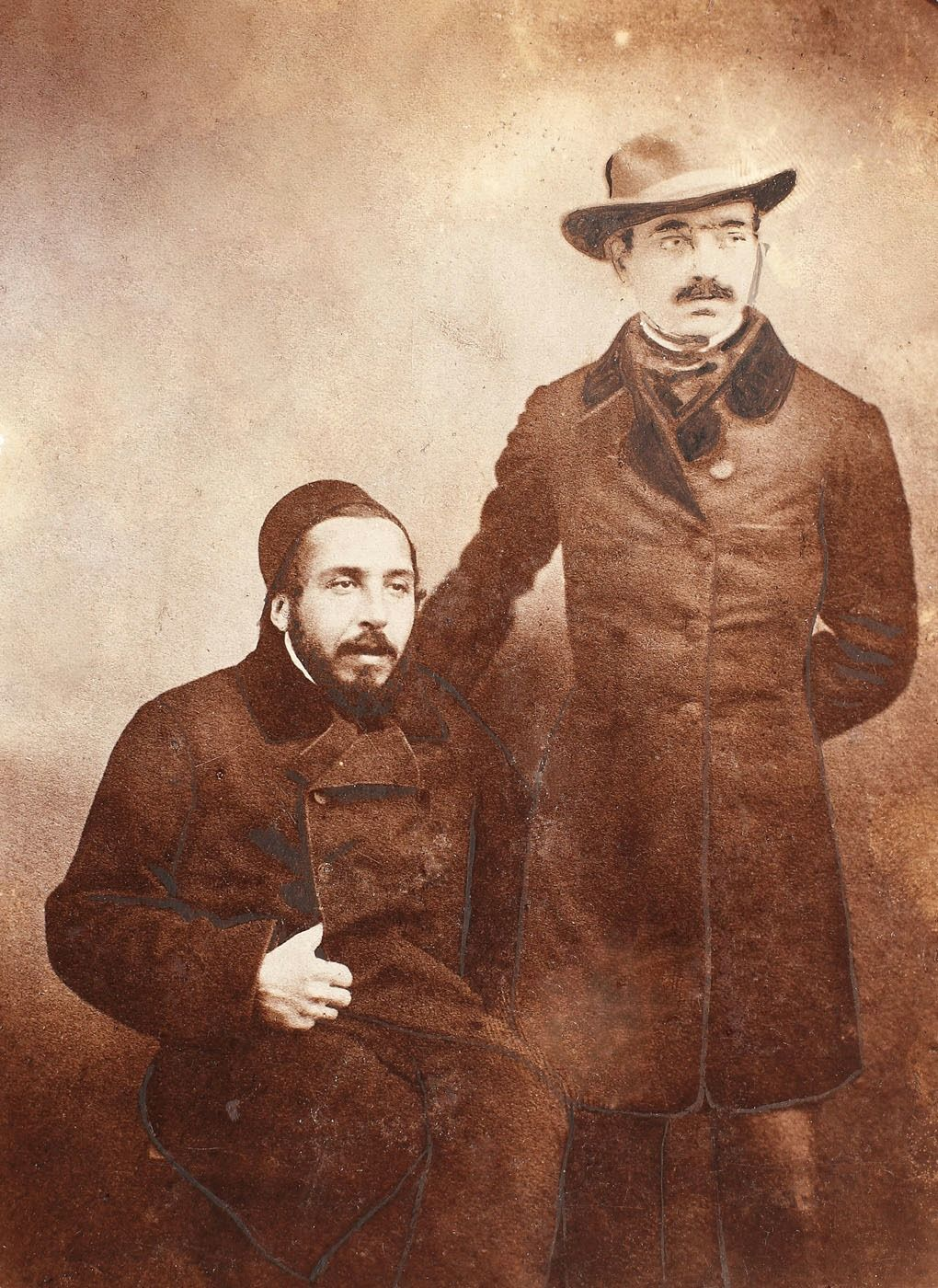
Ion Ghica (sentado) y Vasile Alecsandri, fotografiados en Estambul (1855).

En 1848, pasó a ser uno de los líderes del movimiento revolucionario basado en Iaşi. Escribió un poema muy leído entonces, en lo cual pedía al público que se junte a la causa - "Către Români" ("A los rumanos") - renombrado después "Deşteptarea României" ("El despertar de Rumania"). Junto con Mihail Kogălniceanu y Costache Negri, escribió un manifiesto del movimiento revolucionario de Moldavia, "Dorinţele partidei naţionale din Moldova" ("Los deseos del Partido Nacional de Moldavia). 
Sin embargo, al fracasar la revolución, huyó a través de Transilvania hasta Austria, estableciéndose en París, donde continuó a escribir poemas políticos. 

### Logros literarios
Después de dos años, regresó para ver el éxito de su nueva comedia, "Chiriţa în Iaşi". Viajó por los pueblos de Moldavia, recogiendo y arreglando varias obras del folklore rumano, que publicó en dos partes, en 1852 y 1853. Los poemas incluidos en estas dos colecciones muy apreciadas llegaron a ser la piedra angular de la emergente identidad rumana, particularmente las baladas "Mioriţa", "Toma Alimoş", "Mânăstirea Argeşului", y "Novac şi Corbul". Su volumen de poesías originales, "Doine şi Lăcrămioare", consolidó su buena reputación. 
Apreciado generalmente en los círculos culturales rumanos, participó en la fundación de "România Literară", a la cual contribuyeron escritores de Valaquia y Moldavia. Fue uno de los más entusiastas unionistas, apoyando claramente la unión de las provincias rumanas Valaquia y Moldavia. En 1856, publicó en el periódico de Mihail Kogălniceanu, "Steaua Dunării" ("La estrella del Danubio"), el poema "Hora Unirii", que pasó a ser el himno del movimiento para la unificación. 

### Nuevo interés romántico
El fin de 1855 vio a Alecsandri siguiendo un nuevo interés romántico, a pesar de promesas hechas a Elena Negri en el lecho de muerte. Con 35 años, el ahora famoso poeta y figura pública se enamoró de la joven Paulina Lucasievici, hija de un propietario de posada. El romance se desarrolló como un relámpago : los dos se establecieron en la hacienda de Vasile en Mirceşti, y, en 1857, nació su hija Maria.

### Éxito político
Alecsandri encontró satisfacción en el progreso de las causas políticas para las cuales había luchado. Las dos provincias rumanas se unieron y Alexandru Ioan Cuza lo nombró ministro de Asuntos Exteriores. Viajó por el Oeste con el propósito de convencer a los dignatarios a reconocer la nueva nación y apoyar su emancipación dentro de la problemática región balcánica. 

## Retirada a Mirceşti
Los torneos diplomáticos lo cansaron. En 1860, se estableció en Mirceşti para el resto de su vida. Se casó con Paulina a más de una década y medio después, en 1876. 
Entre 1862 y 1875, Alecsandri escribió 40 poemas líricos, incluyendo a "Miezul Iernii," "Serile la Mirceşti, "Iarna," "La Gura Sobei", "Oaspeţii Primăverii", y "Malul Siretului". Escribió también poemas épicos, coleccionados en el volumen "Legende" ("Leyendas"), y dedicó una serie de poemas a los soldados que participaron en la Guerra de Independencia de Rumania. También escribió la letra de la marcha de Ștefan Nosievici " Drum bun".
En 1879, su drama "Despot-Vodă" recibió el premio de la Academia Rumana. Continuó a ser un escritor prolífico, terminado una comedia fantástica, "Sânziana şi Pepelea," (1881) y dos dramas - "Fântâna Blanduziei" (1883) y "Ovidiu" (1884).
En 1881 escribió "Trăiască Regele" ("Viva el Rey"), que pasó a ser el himno nacional del Reino de Rumania, hasta la abolición de la monarquía en 1947. 
Sufriendo de cáncer, Alecsandri murió en 1890 en su hacienda de Mirceşti.